# Роузленд (Небраска)
Роузленд (англ. Roseland) — селище (англ. village) в США, в окрузі Адамс штату Небраска. Населення — 263 особи (2020).

## Географія
Роузленд розташований за координатами 40°28′11″ пн. ш. 98°33′31″ зх. д. / 40.46972° пн. ш. 98.55861° зх. д. (40.469846, -98.558481).  За даними Бюро перепису населення США в 2010 році селище мало площу 0,69 км², уся площа — суходіл.

## Демографія
Згідно з переписом 2010 року, у селищі мешкало 235 осіб у 91 домогосподарстві у складі 68 родин. Густота населення становила 341 особа/км².  Було 98 помешкань (142/км²).
Расовий склад населення:
| - 100,0 % — білих |

До двох чи більше рас належало 0,0 %. Частка іспаномовних становила 0,0 % від усіх жителів.
За віковим діапазоном населення розподілялося таким чином: 28,5 % — особи молодші 18 років, 56,2 % — особи у віці 18—64 років, 15,3 % — особи у віці 65 років та старші. Медіана віку мешканця становила 36,8 року. На 100 осіб жіночої статі у селищі припадало 97,5 чоловіків;  на 100 жінок у віці від 18 років та старших — 97,6 чоловіків також старших 18 років.
Середній дохід на одне домашнє господарство  становив 63 298 доларів США (медіана — 55 714), а середній дохід на одну сім'ю — 69 772 долари (медіана — 57 500). Медіана доходів становила 40 000 доларів для чоловіків та 27 083 долари для жінок. За межею бідності перебувало 3,6 % осіб, у тому числі 5,6 % дітей у віці до 18 років та 0,0 % осіб у віці 65 років та старших.
Цивільне працевлаштоване населення становило 140 осіб. Основні галузі зайнятості: виробництво — 19,3 %, освіта, охорона здоров'я та соціальна допомога — 18,6 %, роздрібна торгівля — 13,6 %, мистецтво, розваги та відпочинок — 10,0 %.